# Britt Espressivo
Terruño Espressivo es una Productora Cultural en Heredia, Costa Rica, que trabaja en la producción y presentación de espectáculos escénicos (teatro, música, danza, cine) desde el año 2002.
Terruño Espressivo y su Teatro Dionisio, están ubicados en las instalaciones de la Compañía Café Britt, en la provincia de Heredia.

## Historia
Terruño Espressivo nació de la mano de Dionisio Echeverría, productor teatral, responsable de la realización y organización del Festival Internacional de Teatro San José por la Paz 1989, comisionado por su amigo el Premio Nobel de la Paz y expresidente de Costa Rica el Dr. Óscar Arias Sánchez (1986-1990,2006-2010). 
Este festival reunió a los grupos más importante del mundo teatral de América y Europa y ha sido uno de los eventos más importantes que se han organizado en el área centroamericana. 
Dionisio junto a importantes trabajadores del teatro costarricense como el dramaturgo Jorge Arroyo, se dio a la tarea de crear un espectáculo turístico teatral sobre el café (CoffeeTour de Café Britt) que ha sido representado en más de 15,000 ocasiones, desde su estreno en noviembre de 1991 y ha sido visto por más de 500,000 espectadores de todo el mundo.
El CoffeeTour da a Britt Espressivo la experiencia para iniciar y en el año 2002, bautizaron su sala con el nombre de Dionisio, como homenaje a nuestro amigo y productor general fallecido. 
En este año se presentan los primeros espectáculos y ya para el año 2006 se consolida el proyecto, con una programación original.
Durante el 2007 se realizó una temporada regular de 105 funciones, a las cuales asistieron 12,105 espectadores. En el grupo trabajaron más de 60 actores, siete directores, tres escenógrafos con varios premios nacionales, dos vestuaristas considerados entre los mejores a nivel latinoamericano, tres compositores musicales de renombre nacional e internacional, directores audiovisuales con realizaciones presentes en festivales internacionales, luminotécnicos, acomodadores y colaboradores en administración, promoción, diseño gráfico y relaciones públicas, entre otros. 
Destacados con más de 50 notas periodísticas y reportajes en Medios nacionales y extranjeros el grupo teatral resaltó su labor a lo largo del año, iniciando el 2008 con importantes proyectos y metas. 
Terruño Espressivo concluyó la temporada 2007 con gran éxito de público, crítica y taquilla. Por este trabajo continuo a la largo del año, recibe el Premio Nacional de Teatro del Ministerio de Cultura, como Mejor Grupo Teatral del 2007, "por el esfuerzo de mantener una producción teatral constante y de alta calidad".

## Teatro Dionisio
El 12 de enero de 2002, el Teatro de Café Britt fue bautizado con el nombre de Teatro Dionisio, como homenaje a Dionisio Echeverría. El hombre de teatro, de origen español, chef gourmet y productor, quien llegó a Costa Rica a mediados de los años setenta y entregó su vida trabajando en proyectos culturales que fueron de gran importancia para el país. 
Dionisio nació en Navarra, España. Viajó a Chile a los 17 años, donde se ganó la vida como actor. En 1973, Echeverría llegó a Costa Rica con el Teatro del Ángel y Lucho Barahona, Bélgica Castro y Alejandro Sieveking. 
Dionisio fue administrador del Teatro Nacional, director de la Compañía Nacional de Teatro, director general del Festival Internacional de las Artes, productor del CoffeeTour y administrador del café del Teatro Nacional 
El Dr. Oscar Arias Sánchez, presidente de Costa Rica, en su homenaje póstumo expresó: “Como artista, como organizador, y administrador de las actividades culturales, Dionisio fue de extraordinaria competencia profesional. Fue un gran amigo y debemos agradecerle su gran generosidad en la promoción de jóvenes dedicados al teatro y a la danza que hoy dan prestigio a Costa Rica.”

## Obras

### Primeras Temporadas
- El Nica, monólogo interpretado por el actor, César Meléndez, a partir del texto de Rodrigo Soto. (2002-2004)
  - Este monólogo es considerado un fenómeno en Costa Rica con relación a la cantidad de espectadores que lo han observado. El Nica se ha presentado en festivales del continente americano y países del continente europeo como Francia y Holanda.
- El grupo musical Editus, dos veces ganadores del premio Grammy, realizaron una serie de conciertos con los más importantes y reconocidos grupos musicales de Costa Rica. (2003)
- Patrocinador y sede del más importante evento de música clásica en Costa Rica, el Festival de la Música. (2003)
- Colaboración para la puesta en el Teatro Dionisio de La mujer que cayó del cielo del autor mexicano Víctor Hugo Rascón. Dirección María Bonilla (2005)
- A Puerta Cerrada de Jean-Paul Sartre. Dirección María Bonilla

### Temporada 2006
- Mozart y Salieri de Alexander Puskin. Dirección Dimitri Ordanski.
- Lorca en un Vestido Verde de Nilo Cruz- Ganador del Premio Pulitzer- Dirección María Bonilla.
- Hamlet de William Shakespeare. Dirección Carlos Salazar.
- El Rey Lear de William Shakespeare. Dirección Paul Stebbings. Grupo TNT de Inglaterra.
- Mutaciones del Cirko Vivo. Espectáculo de magia, luz y circo.

### Temporada 2007
- Duda de John Patrick Shanley. Dirección María Bonilla
- Génesis del Circo Vivo. Creación colectiva.
- Esperando a Godot de Samuel Beckett. Dirección Andrés Montero.
- Crónica de una muerte anunciada de Gabriel García Márquez. Dirección Carlos Salazar.
- I Festival de Cine y Video Documental Britt Espressivo.
- La Casa de Asterión de Jorge Luis Borges. Dirección David Korish.
- Macbeth de William Shakespeare. Dirección Paul Stebbings. Compañía TNT
- Un cuento de Navidad de Charles Dickens. Dirección Paul Stebbings

### Temporada 2008
- Sueño de una noche de Verano de William Shakespeare. Dirección Paul Stebbings. Compañía TNT
- El Cántaro Roto de Heinrich von Kleist. Dirección María Bonilla.
- La Cantante Calva de Eugène Ionesco. Dirección Fabián Sales.
- II Festival de Cine y Video Documental Terruño Espressivo.
- El Quijote de Miguel de Cervantes. Dirección Carlos Salazar.
- I Concurso de Puesta en Escena Terruño Espressivo.
- Un cuento de Navidad de Charles Dickens. Dirección Paul Stebbings

- Datos: Q5734116